# السا زیلبرشتاین
السا زیلبرشتاین (فرانسوی: Elsa Zylberstein‎؛ زادهٔ ۱۶ اکتبر ۱۹۶۸) یک هنرپیشه اهل فرانسه است. وی از سال ۱۹۸۹ میلادی تاکنون مشغول فعالیت بوده‌است.
از فیلم‌ها یا برنامه‌های تلویزیونی که وی در آنها نقش داشته‌است می‌توان به فارینلی، ون گوک، مودیلیانی، جفرسون در پاریس، بل کانتو، خطوط ولینگتون، اعتبار رز، کیسه‌ای پر از تیله، یک به‌علاوه یک، جما باوری و زمان دوباره به دست آمد اشاره کرد.